# Karol Pecze
Karol Pecze (* 7. února 1946, Košice) je slovenský fotbalový trenér.

## Trenérská kariéra
Trénoval Slovan Bratislava, DAC Dunajská Streda ještě v československé éře, poté maďarský Györi ETO FC, polský tým Wisla Krakow, Spartak Trnava, MŠK Žilina, turecké týmy Gençlerbirliği SK, Sivasspor a Çaykur Rizespor.